# Statskij sovetnik
Statskij sovetnik (Статский советник) è un film del 2005 diretto da Filipp Jankovskij.

## Trama
Il film è ambientato nell'impero russo. Il governatore generale della Siberia Khrapov è stato ucciso. Secondo il rapporto delle guardie, ciò è stato fatto dal consigliere di Stato Ėrast Fandorin, che avrebbe dovuto sorvegliare il generale. Ma, arrivati a Mosca, le persone che accompagnano il generale si uniranno al vero Fandorin e capiranno che non era lui l'assassino.